# NGC 1253A
NGC 1253A في الفهرس العام الجديد، هي مجرة، تقع في كوكبة النهر. اكتشفت في 20 سبتمبر 1784 بواسطة ويليام هيرشل.

## روابط خارجية
- NGC 1253A على موقع ويكي سكاي: DSS2, SDSS, GALEX, IRAS, Hydrogen α, X-Ray, Astrophoto, Sky Map, Articles and images